# František Toman
František Toman (ur. 10 lipca 1924 w miejscowości Ratíškovice, zm. 20 września 1981 w Pradze) – czechosłowacki publicysta, literat i polityk, wieloletni parlamentarzysta (1964–1986), minister (1968–1969, 1980–1981) i przewodniczący Czechosłowackiej Partii Ludowej. 

## Życiorys
W 1945 wstąpił do Czechosłowackiej Partii Ludowej. W latach 1946–1947 pracował jako górnik w rodzinnych Ratíškovicach. Od 1947 do 1950 pełnił obowiązki sekretarza okręgu w Hodonínie. Był przewodniczącym Komisji Zdrowia Rady Narodowej w Hodonínie (1950–1968). Od lipca 1960 członek Centralnego Komitetu Czechosłowackiej Partii Ludowej (od 1965 w Prezydium). W latach 1963–1970 przewodniczący Komitetu Regionalnego Południowych Moraw ČSL. 
W 1964 po raz pierwszy uzyskał mandat posła do Zgromadzenia Narodowego, w którym zasiadł do 1986 (od 1971 do 1981 przewodniczący Klubu Poselskiego, wiceprzewodniczący Izby). W latach 1968–1969 wiceminister pracy i opieki społecznej, a w 1969 przez kilka miesięcy szef tego resortu. W latach 1980–1981 minister – członek Rady Ministrów. 
W latach 70. wiceprzewodniczący, a od 1980 do 1981 przewodniczący ČSL. 